# Gunnellichthys pleurotaenia
Gunnellichthys pleurotaenia är en fiskart som beskrevs av Bleeker, 1858. Gunnellichthys pleurotaenia ingår i släktet Gunnellichthys och familjen Microdesmidae. Inga underarter finns listade i Catalogue of Life.